# Pablo Cruise
Pablo Cruise es una banda de rock compuesta actualmente por David Jenkins (voces y guitarra), Cory Lerios (voces y teclado), Steve Price (batería) y Larry Antonino (voces y bajo). Creada en 1973, la banda publicó ocho álbumes de estudio en los siguientes diez años, alcanzando cuatro de sus singles el Top 20 de la Billboard. 
El grupo sufrió varios cambios de personal y se disolvió en 1986. La formación original (Jenkins, Lerios, Price and Bud Cockrell) se volvió a reunir en 2004.

## Miembros de la banda

### En la actualidad
- David Jenkins – voces, guitarra (1973–1986, 1996 – hasta hoy)
- Cory Lerios – teclados, sintetizador, voces (1973–1986, 2004 – hasta hoy)
- Larry Antonino – bajo, voces (2010 – hasta hoy)
- Steve Price – batería(1973–1981, 2004 – hasta hoy)

### Antiguos miembros
- Bud Cockrell – bajo, voces (1973–1977, 1985–1986, 1996–2004)
- Bruce Day – bajo, voces (1977–1980)
- John Pierce – bajo, voces (1980–1984)
- Angelo Rossi – guitarra, voces (1981–1982)
- David Perper – batería, percusión (1982–1984)
- Stef Birnbaum – guitarra, voces (1982–1984) (también conocido como Stef Burns)
- Jorge Bermúdez - voces, percusión (1983–1984)
- Kincaid Miller - teclados (1996–2004)
- Kevin Wells - batería, percusión, coros (1996–2002, 2002–2004)
- James Henry - batería (1999–2004)
- Billy Johnson - batería, percusión (2002)
- Ken Emerson - guitarra, voces (2002)
- Renita - coros (2002)
- Caroline - coros  (2002)
- George Gabriel – bajo, voces (2004–2009)

## Discografía

### Álbumes de estudio
1975 	Pablo Cruise A&M Records
1976 	Lifeline A&M Records
1977 	A Place in the Sun A&M Records
1978 	Worlds Away A&M Records
1979 	Part of the Game A&M Records
1981 	Reflector
1983 	Out of Our Hands

### Recopilatorios
1988 	Classics Volume 26 A&M Records
2001 	The Best of Pablo Cruise A&M Records

### Álbumes en directo
2011 	It's Good to Be Live
- Datos: Q3888374
- Multimedia: Pablo Cruise / Q3888374